# Chionaema garuda
Chionaema garuda là một loài bướm đêm thuộc phân họ Arctiinae, họ Erebidae.